# 구스타프 카셀

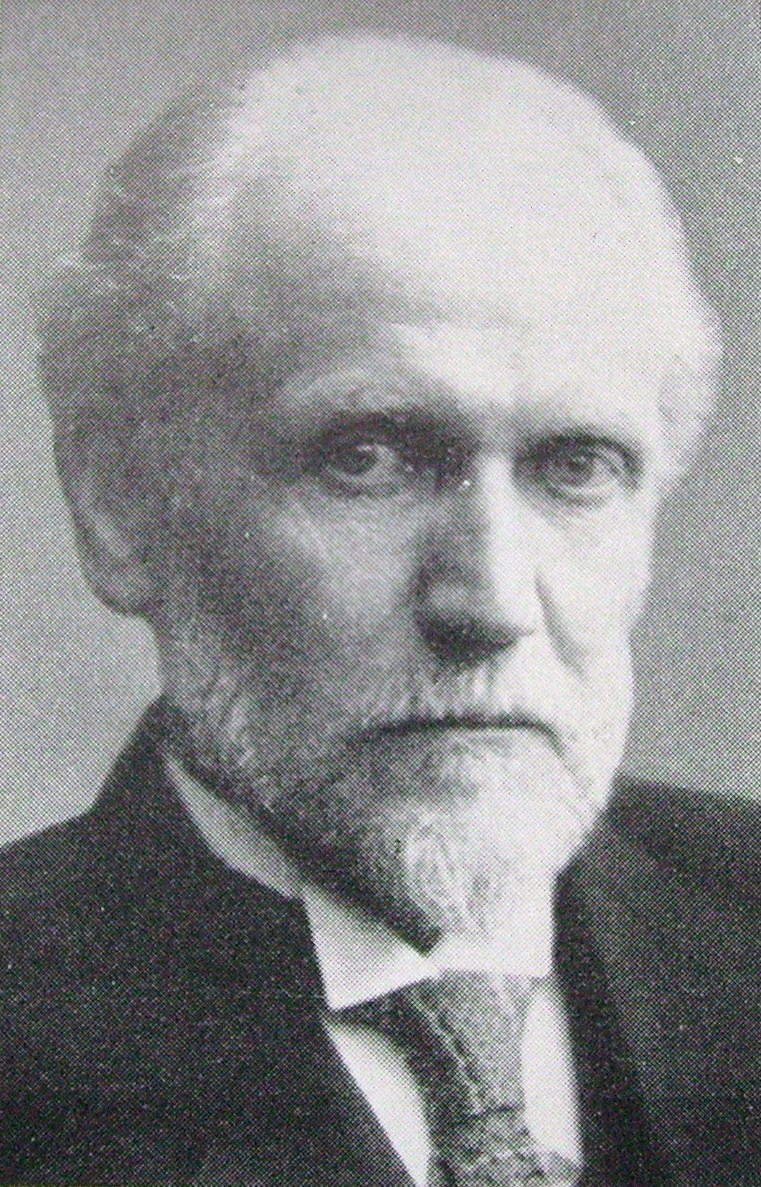

칼 구스타프 카셀(Karl Gustav Cassel, 1866년 10월 20일 ~ 1945년 1월 14일)은 스웨덴의 경제학자이자 스톡홀름 대학교 경제학 교수였다.
경제 현실, 특히 이자의 역할에 대한 카셀의 관점은 영국 신고전주의와 초기 스웨덴 학파에 뿌리를 두고 있다.
그는 또한 크누트 빅셀과 함께 스웨덴 경제학파의 창립 멤버였다. 그는 웁살라 대학교에서 수학으로 고급 학위를 받았으며 1890년대 후반에 스톡홀름 대학교의 교수가 되었지만 세기가 바뀌기 전에 경제학을 공부하기 위해 독일로 건너가 40년이 조금 안 되는 기간에 걸쳐 논문을 발표했다.
제1차 세계 대전이 끝난 후 그는 참가국 간의 고정 환율제 시스템을 자동으로 복원하는 금본위제 복원의 가능한 방법에 대한 논의에 적극적으로 참여했다. 환율의 안정성은 국제 무역을 회복하고 더욱 안정적이고 균형 잡힌 성장을 위해 결정적인 역할을 하는 것으로 널리 여겨졌다. 구스타프 카셀이 이러한 논의의 맥락에서 쓴 저작에서 답하고자 했던 질문은 고정환율제 복원 과정에서 환율을 어느 정도 고정해야 할 적정한 수준을 어떻게 결정할 것인가 하는 것이었다. 그의 조언은 무역 국가 간의 무역 불균형을 방지할 수 있다고 믿었기 때문에 구매력 평가에 해당하는 수준에서 환율을 고정하는 것이었다.
그는 또한 독일 배상 문제에 대해서도 연구했다. 그는 스웨덴의 국가 문제를 다루는 많은 위원회의 위원이었으며 더 나은 예산 설명 및 통제 시스템을 만드는 데 많은 노력을 기울였다(1905~21). 그는 1921년 런던에서 열린 국제 상업 회의소 회의에서 스웨덴 대표 중 한 명이었다.